# 2016년 동계 청소년 올림픽 메달 집계
2016년 동계 청소년 올림픽 메달 집계는 2016년 2월 12일부터 21일까지 노르웨이 릴레함메르에서 개최된 2016년 동계 청소년 올림픽에 참가했던 각국 국가 올림픽 위원회의 금메달순 목록이다. 71개 국가에 약 1,068명의 선수가 15개 종목 70개 경기에 참가했다.

## 메달 집계
다음은 국제올림픽위원회에서 제공하는 정보를 토대로 한 표이다. 여기서 '국가'란 각국의 국가 올림픽 위원회를 의미하며, 금메달·은메달·동메달의 수 순서로 랭킹을 매긴다. 금은동의 수가 모두 동률일 경우, 같은 순위가 되고 IOC 국가 부호의 알파벳 순으로 목록에 표시한다.
2016년 동계 청소년 올림픽에서는 몇 가지 종목에서 여러 국가 출신의 선수가 단일팀으로 함께 참가한 경우가 있었다. 이러한 팀이 획득한 메달은 혼합팀으로 모두 취급해 분류했다.
  대회 개최국 (노르웨이)
| 순위 | 국가                 | 금메달 | 은메달 | 동메달 | 합계 |
| ---- | -------------------- | ------ | ------ | ------ | ---- |
| 1    | 미국 (USA)           | 10     | 6      | 0      | 16   |
| 2    | 대한민국 (KOR)       | 10     | 3      | 3      | 16   |
| 3    | 러시아 (RUS)         | 7      | 8      | 9      | 24   |
| 4    | 독일 (GER)           | 7      | 7      | 8      | 22   |
| 5    | 노르웨이 (NOR)       | 4      | 9      | 6      | 19   |
| —    | 혼합팀               | 4      | 4      | 5      | 13   |
| 6    | 스위스 (SUI)         | 4      | 3      | 4      | 11   |
| 7    | 중화인민공화국 (CHN) | 3      | 5      | 2      | 10   |
| 8    | 캐나다 (CAN)         | 3      | 2      | 1      | 6    |
| 9    | 스웨덴 (SWE)         | 3      | 2      | 0      | 5    |
| 10   | 슬로베니아 (SLO)     | 3      | 0      | 2      | 5    |
| 11   | 일본 (JPN)           | 2      | 4      | 0      | 6    |
| 12   | 오스트리아 (AUT)     | 2      | 3      | 5      | 10   |
| 13   | 프랑스 (FRA)         | 2      | 1      | 3      | 6    |
| 14   | 영국 (GBR)           | 2      | 0      | 2      | 4    |
| 15   | 이탈리아 (ITA)       | 1      | 2      | 6      | 9    |
| 16   | 라트비아 (LAT)       | 1      | 1      | 0      | 2    |
| 17   | 루마니아 (ROU)       | 1      | 0      | 0      | 1    |
| 17   | 우크라이나 (UKR)     | 1      | 0      | 0      | 1    |
| 19   | 오스트레일리아 (AUS) | 0      | 3      | 1      | 4    |
| 20   | 체코 (CZE)           | 0      | 2      | 2      | 4    |
| 21   | 핀란드 (FIN)         | 0      | 1      | 5      | 6    |
| 22   | 헝가리 (HUN)         | 0      | 1      | 1      | 2    |
| 22   | 뉴질랜드 (NZL)       | 0      | 1      | 1      | 2    |
| 24   | 벨기에 (BEL)         | 0      | 1      | 0      | 1    |
| 24   | 슬로바키아 (SVK)     | 0      | 1      | 0      | 1    |
| 26   | 카자흐스탄 (KAZ)     | 0      | 0      | 2      | 2    |
| 27   | 불가리아 (BUL)       | 0      | 0      | 1      | 1    |
| 27   | 네덜란드 (NED)       | 0      | 0      | 1      | 1    |
| 총합 | 총합                 | 70     | 70     | 70     | 210  |